# Auf brennender Erde
Auf brennender Erde ist ein US-amerikanisches Filmdrama aus dem Jahr 2008. Drehbuchautor war der hier als Regisseur eines Spielfilms debütierende Guillermo Arriaga.

## Handlung
Die Handlung des Films wird nicht chronologisch, sondern – wie oft bei Arriagas Filmen – verschachtelt und mit zahlreichen Rückblenden erzählt. Der Einfachheit halber wird die Handlung hier aber chronologisch wiedergegeben.
Die Geschichte beginnt Mitte der 1990er Jahre in einer kleinen Stadt in New Mexico in der Nähe zur mexikanischen Grenze. Die verheiratete Gina, Mutter vierer Kinder, hat eine Affäre mit dem ebenfalls verheirateten Nick Martinez. Als Ginas Tochter Mariana herausfindet, dass ihre Mutter eine Affäre hat, folgt sie ihr zu dem Wohnwagen, in dem sie sich mit Nick trifft. Um die beiden dazu zu bringen, die Beziehung zu beenden, trennt sie die Gasleitung des Wohnwagens und setzt sie in Brand. Als die Flammen aber den Gastank erreichen, verursachen sie eine riesige Explosion und Gina und Nick sterben in dem Wohnwagen. Nach der Beerdigung beginnt Mariana eine Beziehung mit Nicks Sohn Santiago und wird bald schwanger. Die beiden fliehen nach Mexiko, da ihre Familien die Beziehung ablehnen. Dort bringt Mariana ihre Tochter zur Welt, verlässt sie aber schon nach zwei Tagen.
Zwölf Jahre später arbeitet Mariana – die inzwischen den Namen Sylvia angenommen hat – in einem edlen Restaurant in Oregon. Trotz ihres beruflichen Erfolgs hat sie häufig Selbstmordgedanken. Nachdem Santiago bei einem Flugzeugabsturz schwer verletzt wurde, sucht ein gewisser Carlos auf Verlangen von Santiago mit Santiagos und Sylvias Tochter Maria nach Sylvia. Nachdem sie zunächst den Kontakt völlig abblockt, sucht Sylvia die beiden auf und reist mit ihnen zu Santiago, der im Koma liegt. Am Krankenbett gesteht sie ihm, dass sie schuld am Tode Ginas und Nicks ist. Sie bittet ihre Tochter um Verzeihung, und Santiago ist auf dem Weg der Besserung – somit endet der Film hoffnungsvoll.

## Kritiken
Derek Elley schrieb in der Variety vom 29. August 2008, der Film weise viele Schwächen und wenige Stärken auf. Die Darstellungen seien akzeptabel bis gut („OK-to-good“). Das Drehbuch sei nicht ausgesprochen schlecht – bei richtiger Regie würden Arriagas „Spaghetti-Strukturen“ funktionieren. In diesem Fall müsse das Publikum zu viel Zeit aufwenden, die gezeigten Ereignisse richtig einzuordnen.
Scott Weinberg schrieb in der Variety vom 13. Juli 2007, die damals vorhandenen Informationen würden so klingen, als ob der Film ein sicherer Oscar-Kandidat wäre („Sounds like surefire Oscar bait to me“).
Frank Olbert schrieb im Kölner Stadt-Anzeiger vom 31. August 2008, der Regisseur beobachte die Filmfiguren mit Lässigkeit und „unvergleichlich souveräner Dramaturgie“. Der Film erzähle wie auch 21 Gramm und Babel „vom Familienleben und von dessen Traumata“ – es sei in diesem Film ein Erbe mit einem „endgültig tödlichen“ und mit einem „herzzerreißend hoffnungsfrohen“ Gesicht. Die von Charlize Theron gespielte Figur der Sylvia bekämpfe „ihre Frustrationen durch sexuelle Hemmungslosigkeit“. Die Figur ihrer Mutter bringe „ihre Familie an den Abgrund“.
Das Lexikon des internationalen Films spricht von einem „[k]onstruierte[n] Melodram als episodisch angelegter Film um mehrere Menschen, deren Bezüge zueinander sich erst spät offenbaren.“ und resümiert: „Die steif und blutleer bleibenden Konflikte der Protagonisten gestalten sich als nur wenig glaubwürdige Versuchsanordnung um Liebe, Schuld und schicksalhafte Wendungen.“

## Auszeichnungen
Die damals 18-jährige US-Amerikanerin Jennifer Lawrence erhielt für ihr Porträt der Mariana auf den 65. Filmfestspielen von Venedig 2008 den Marcello-Mastroianni-Preis des Filmfestivals als Beste Nachwuchsdarstellerin.

## Hintergründe
Der Film wurde in Depoe Bay (Oregon), in Portland (Oregon) sowie in Las Cruces (New Mexico) im November und Dezember 2007 gedreht. Seine Produktionskosten betrugen schätzungsweise 20 Millionen US-Dollar. Die Produktion übernahm das Unternehmen 2929 Productions, welches im Jahr 2005 gegründet wurde, um Independentfilme zu produzieren.
Ursprünglich war eine Weltpremiere auf den Internationalen Filmfestspielen von Cannes 2008 vorgesehen; der Film wurde jedoch nicht rechtzeitig fertiggestellt. Auf der am Rande des Festivals stattfindenden Messe Cannes Film Market wurden die Verleihrechte in einigen Ländern – darunter Frankreich und Italien – verkauft.
Die Weltpremiere fand am 29. August 2008 auf den 65. Internationalen Filmfestspielen von Venedig statt, auf den der Film zu den fünf US-amerikanischen Wettbewerbsbeiträgen gehörte. Am 5. September 2008 wurde der Film auf dem Toronto International Film Festival gezeigt.